# Lucha en equilibrio
«Lucha en equilibrio» es una canción interpretada por la cantante chilena Denise Rosenthal. Se estrenó el 16 de agosto de 2018 por Universal Music Chile, como el cuarto sencillo del álbum Cambio de piel (2017).

## Antecedentes y lanzamiento
«Lucha en equilibrio» es el cuarto sencillo del álbum Cambio de piel, el primer disco de la mano de Universal Music el 16 de agosto de 2018. Denise mediante su cuenta de Instagram, comenzó la campaña #MiLuchaEnEquilibrio, para abrir espacio a debates y a dialógos sobre la equidad de género y la autoaceptación.

## Composición
La canción escrita por Denise junto a Guillermo Scherping, aborda la lucha de las mujeres y un canto a la liberación, llamando a la integración, equidad y respeto de todos hacia todos.

## Vídeo musical
El video fue grabado en dos partes, la primera de ella en sectores cercanos a Farellones, Maitencillo y la segunda incluye un concierto en vivo grabado en un show de Denise en el Teatro Nescafé en Providencia. Se publicó junto a la canción el 16 de agosto de 2018. El clip trata de dar un mensaje de unión entre las mujeres.
El 5 de septiembre de 2018, la cantante estrenó el video Dance del tema, para ello, contó con coreografía dirigida por Ana Albornoz y con la colaboración de más de 200 personas, incluyendo seguidores, así como de un grupo dedicado al lenguaje de señas para la traducción del tema.

## Posicionamiento en listas
| Listas (2018)          | Mejor posición |
| ---------------------- | -------------- |
| Chile (Monitor Latino) | 19             |